# Cesare Bazzani
Cesare Bazzani (Roma, 5 de marzo de 1873-Roma, 30 de marzo de 1939) fue un arquitecto e ingeniero italiano, nombrado académico de Italia, que fue uno de los mayores artifices y más prolífico de la arquitectura pública italiana de principios del Novecento, particularmente en la etapa fascista. 

## Biografía

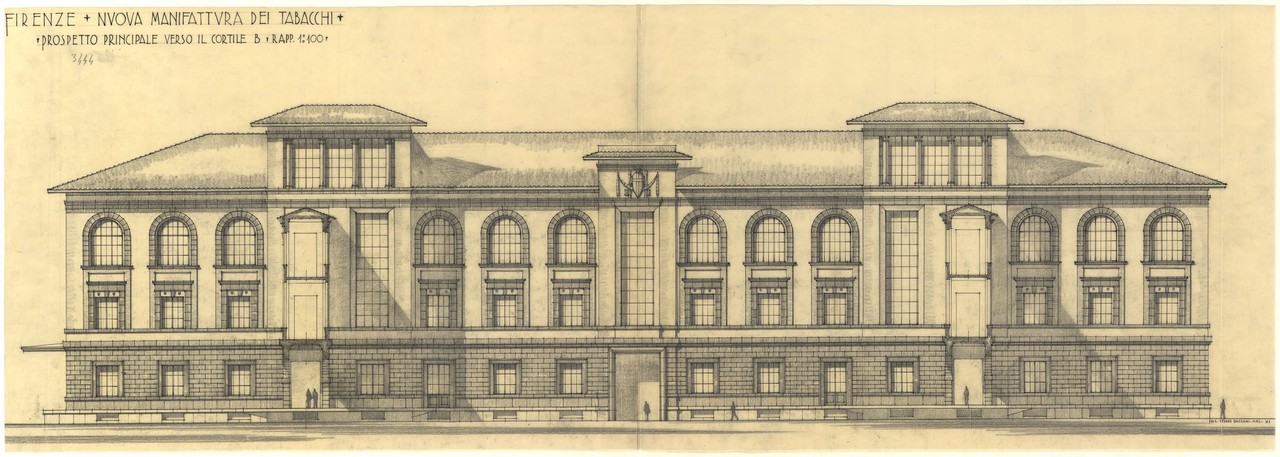
Proyecto de la Nueva Manufactura Tabacos en Florencia, 1928

Hijo de Luigi Bazzani, hábil diseñador de escenografías, Bazzani se graduó brillantemente en  architettura tecnica (ingeniería civil) en 1896. Inicialmente, después de haber diseñado la sede del Circolo Canottieri Aniene de Roma en 1897, se dedicó a la restauración de los edificios medievales romanos, incluido el Albergo dell'Orso, el palacete de la Fornarina y algunas casas de San Paolino alla Regola.
En 1908, la victoria en el concurso para la Galería Nacional de Arte Moderno de la capital romana, que siguió a la afirmación florentina de sus proyectos para la fachada de San Lorenzo (1905) y para la Biblioteca Nacional Central de Florencia (1906), así como el Gran Premio Reale, ganado en Milán, en 1906, lo condujeron con fuerza hacia el centro de atención nacional, dando una aceleración decisiva a su prestigiosa carrera como arquitecto. En las exposiciones internacionales de Venecia (1908) y Roma (1911), ganó la Gran Medalla de Oro.
Su carrera profesional estuvo tachonada del desempeño de destacados cargos públicas: profesor en el Museo Artístico Industrial de Roma (1903-1920), concejal municipal de su ciudad (1913-1920), miembro extraordinario del Consejo Superior de Obras Públicas (1915-1923), miembro de varias academias de Bellas Artes, incluida la de Brera, nombrado Gran Oficial de la Orden de la Corona de Italia en 1922 (luego, caballero de la Gran Cruz condecorado con el Gran Cordón de la misma Orden en 1936), desde 1929 académico de Italia y, en 1936, presidente del Consejo Central de edificación y planificación urbana en el Ministerio de África Italiana. 

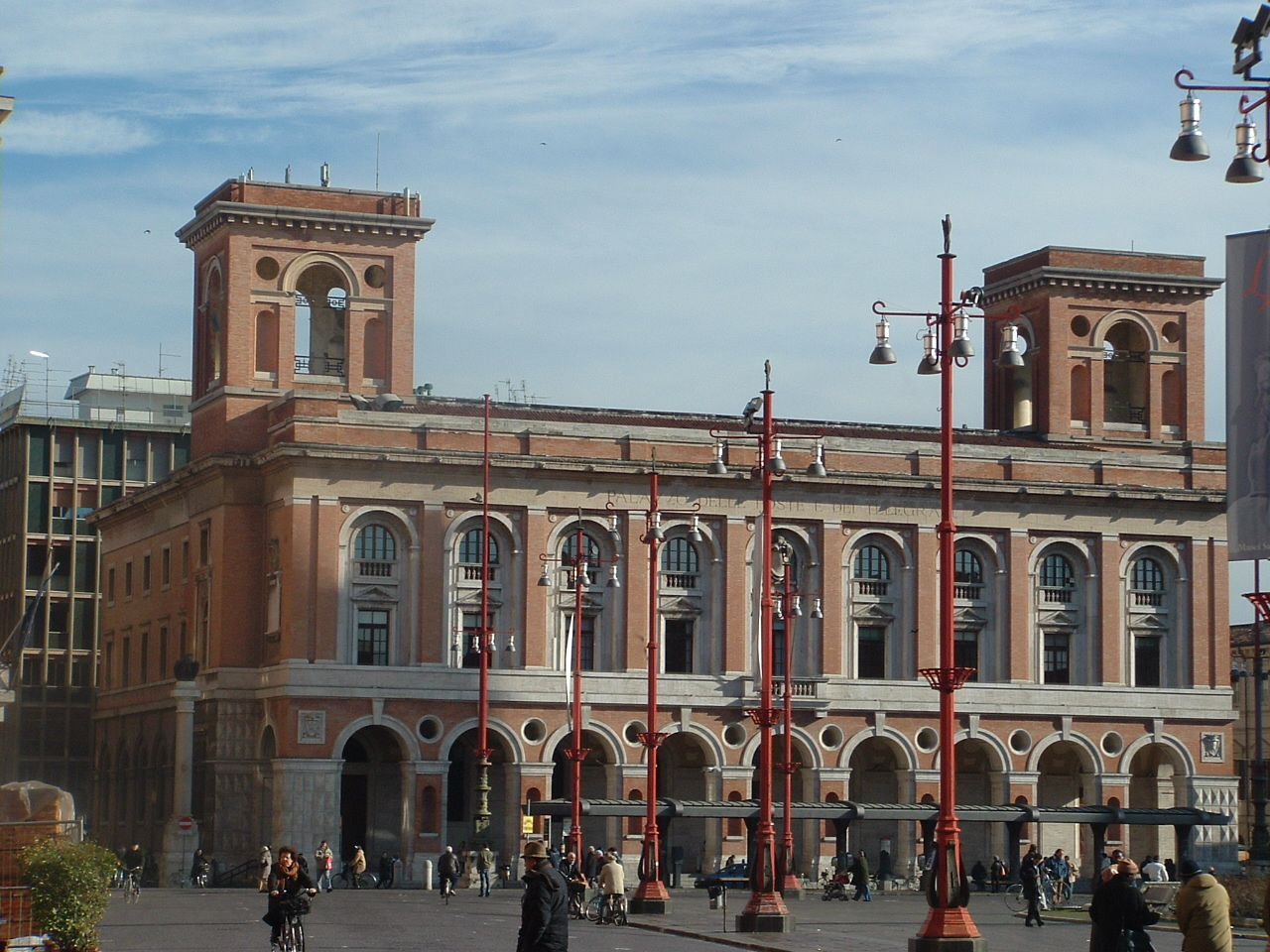
Forlì: Palacio de Correos

Entre sus obras, marcadas por la grandilocuencia y la grandiosidad, de un estilo sustancialmente ecléctico y a menudo tachonadas con símbolos masónicos, la Biblioteca Nacional Central de Florencia (1911), la Galería de Arte Moderno de Roma (1911) y el Palazzo della Cassa di Risparmio en Ascoli Piceno (1912), el Palazzo del Governo (1920) y la iglesia del Carmine en Messina, el Casino de Anzio, también conocido como el Paradiso sul mare  (1924), la fachada de la basílica de Santa Maria degli Angeli en Asís (1924-1930), la sede del Ministerio de Educación en Roma (1928), el Teatro del Littorio en San Severo (1929-1937), la sistematización de la isla Tiberina en Roma (1930-1935), la Caserna de los Carabinieros en lungomare de Bari (1932-1935), el Palazzo del Governo de Foggia (1934), la Estación Marítima de Nápoles (1936), el Palacio de Correos de Tarento (1937), la catedral de Adís Abeba (1938) y la catedral de Pescara (1939), el Santuario del Santísimo Crocifisso en Treia (MC) (comienzo de 1900).

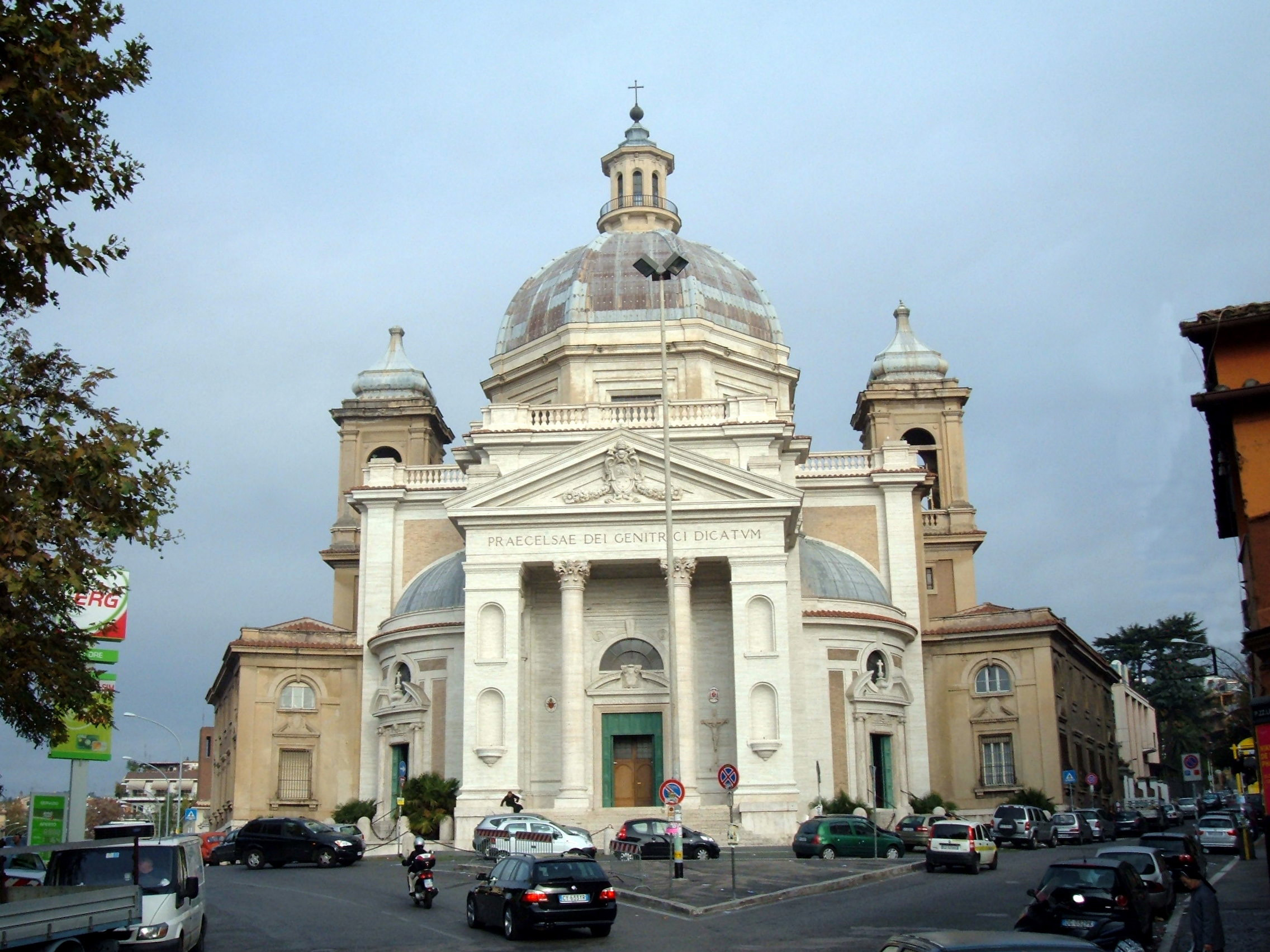
La Iglesia de la Gran Madre de Dios en Roma

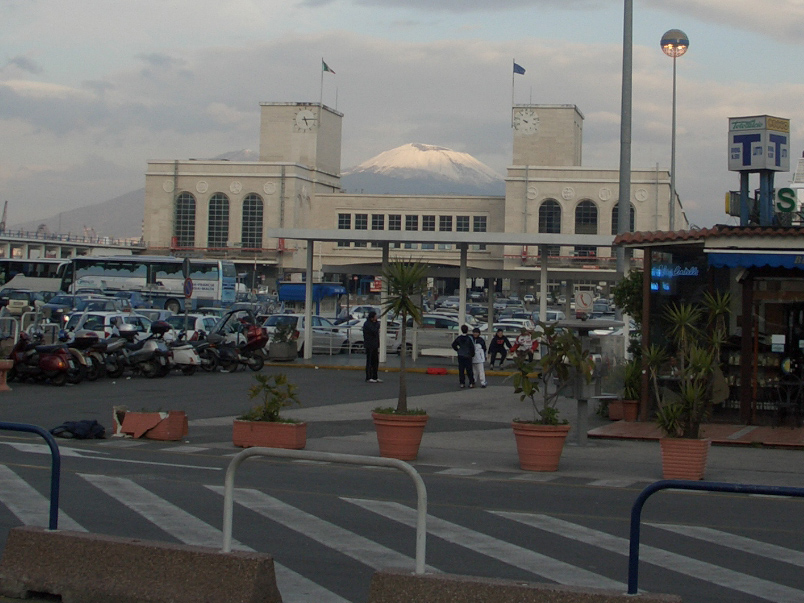
Estación marítima de Nápoles

Otra arquitectura notable de Bazzano emerge en el tejido urbano de Forlì, durante el fascismo, un centro simbólicamente importante como «Città del Duce». Estos son el Palazzo delle Poste (1930-1933), el monumento a la Vittoria, o a los Caídos (1931-1933), la Casa del Mutilato (1930-1932), el Palazzine Gemelle, respectivamente sede de la Imprenta Bazzani y de la Imprenta Benin  (1932) y del Palazzo degli Uffici Statali (1935-1936).
Bazzani también es responsable de muchos proyectos de construcción de calidad en la ciudad de Terni, como: la Palazzina Alterocca (1901-1903), el palazzo Pontecorvi (1902-1916), Villa Fongoli (1903), la Regia Scuola Industriale (1915-1926), el Palazzo delle Poste (1918-1936), la Palazzina Manni (1919-1923), la iglesia de Sant'Antonio (1923-1935), Villa Bazzani (1928-1936), el Palazzo della Provincia (1930-1936), el edificio del INFPS (1932-1934) y el Albergo Beta (1935-1936), así como el complejo de Galleto (1927) cerca de la cascada de la Marmore. Los archivos de los proyectos del arquitecto se conservan en la ciudad de Terni y, en particular, en el Archivo del Estado.
También se encuentran algunas de las obras en la ciudad de Rieti: la reparación y ampliación del Ayuntamiento (1909), el Palacio de Correos y Telégrafos (1934) y la disposición en exedra de la entrada de Porta Romana en Via Salaria. Bazzani también fue responsable del diseño del Palacio de los INFPS en L'Aquila (el trabajo comenzó en 1937) construido a la entrada de Corso Federico II, que anticipaba la construcción del edificio similar de INFAIL. El edificio, dañado por el terremoto del 6 de abril de 2009, todavía está siendo renovado.

## Obras
- 1903: Reconstrucción del Santuario del SS. Crocifisso en Treia
- 1910: Monumento a los Caídos de 1860 en Spoleto
- 1911: Biblioteca Nacional Central de Florencia[1]
- 1911: Galería Nacional de Arte Moderno
- 1912: Palazzo Bazzani (o palacio de la Cassa di Risparmio) en Ascoli Piceno
- 1912: Villa Ravà[2] a Roma
- 1920:  Palacio del Gobierno de Messina
- 1924: Fachada de la basílica de Santa María de los Ángeles en Asís
- 1925: Torre degli Alvitreti de Ascoli Piceno
- 1924: Paradiso sul mare (antiguo casino) en Anzio
- 1926: Iglesia del Carmine en Messina
- 1928: Palacio del Ministerio de Instrucción Pública
- 1928: Palacio de Correos de Ascoli Piceno
- 1929: Teatro del Littorio di San Severo
- 1930: Iglesia de la Gran Madre de Dios, en Ponte Milvio, Roma
- 1930: Palazzo degli Studi a Macerata
- 1930: Monumento a los Caídos en Macerata
- 1930: Casa del Mutilato de Forlì
- 1930: Palacio de Correos de Forlì
- 1930: Sistemación en exedra de la plaza de Porta Romana en Rieti
- 1934: Palacio de Correos y Telégrafos  de Rieti
- 1935: Santuario de Sant'Antonio de Padova en Terni
- 1936: Estación marítima de Nápoles
- 1937: Palacio de Correos de Tarento
- 1937: Casa del Fascio de Tarento
- 1938: Catedral de Adís Abeba
- 1933-1939: Catedral de San Cetteo de Pescara

Palacios civiles y de Correos
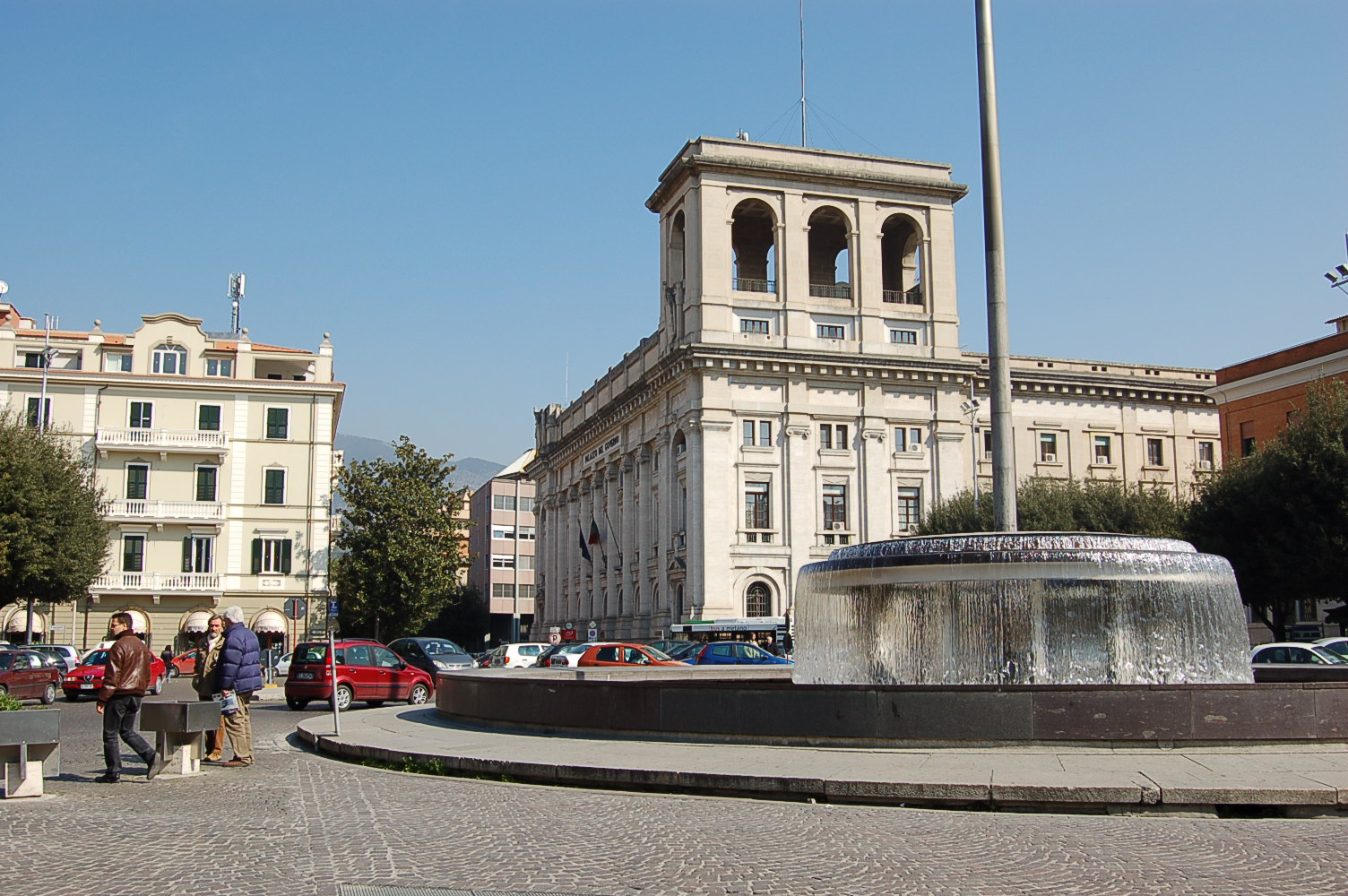
Palacio de la Provincia en Terni
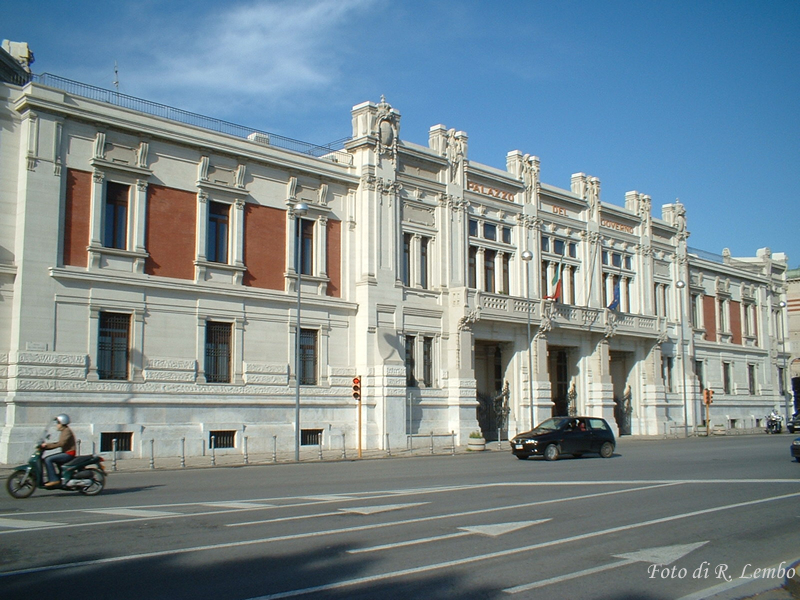
Palacio de Gobierno en Messina
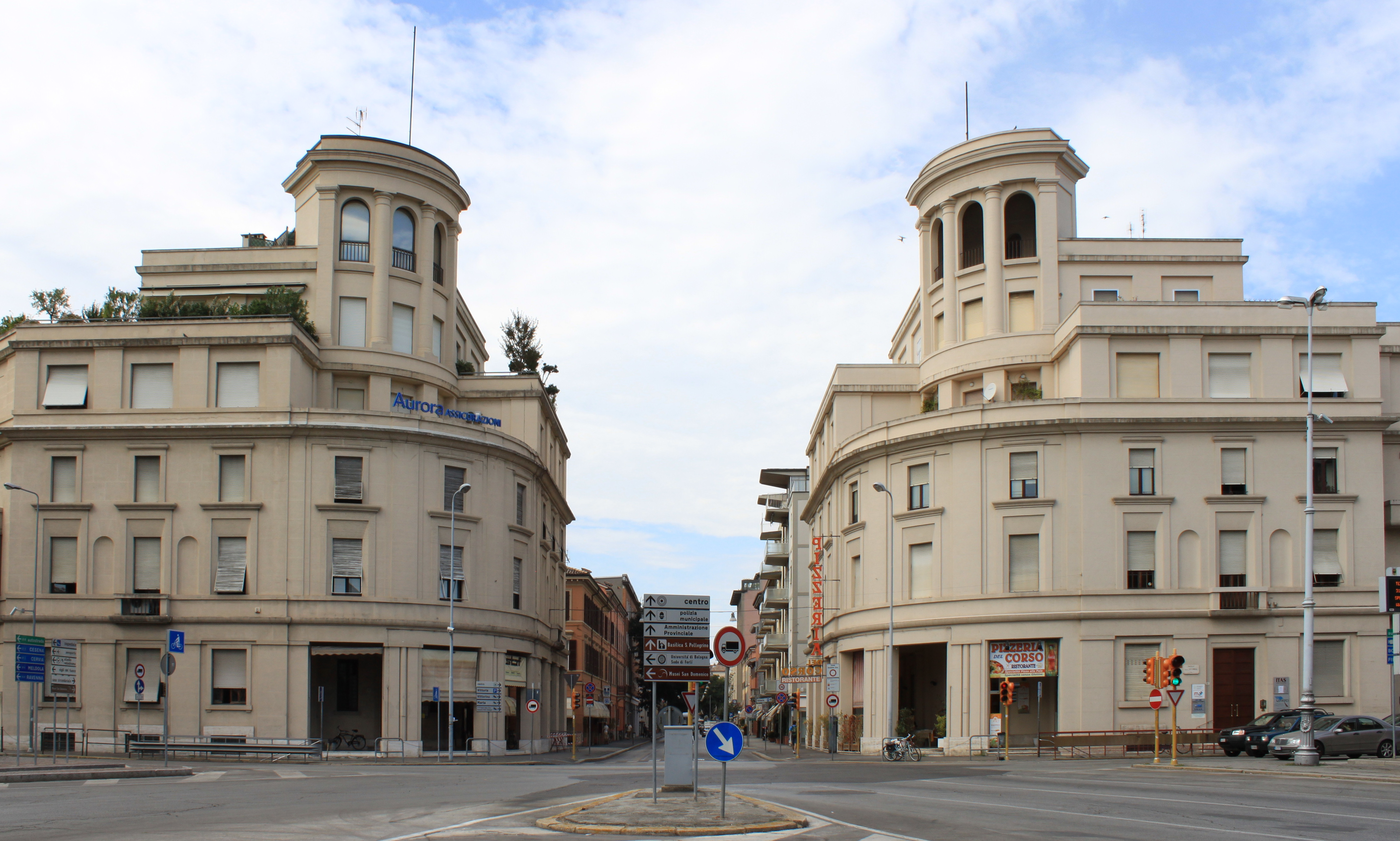
Palacetes gemelos en Piazzale della Vittoria en Forlì
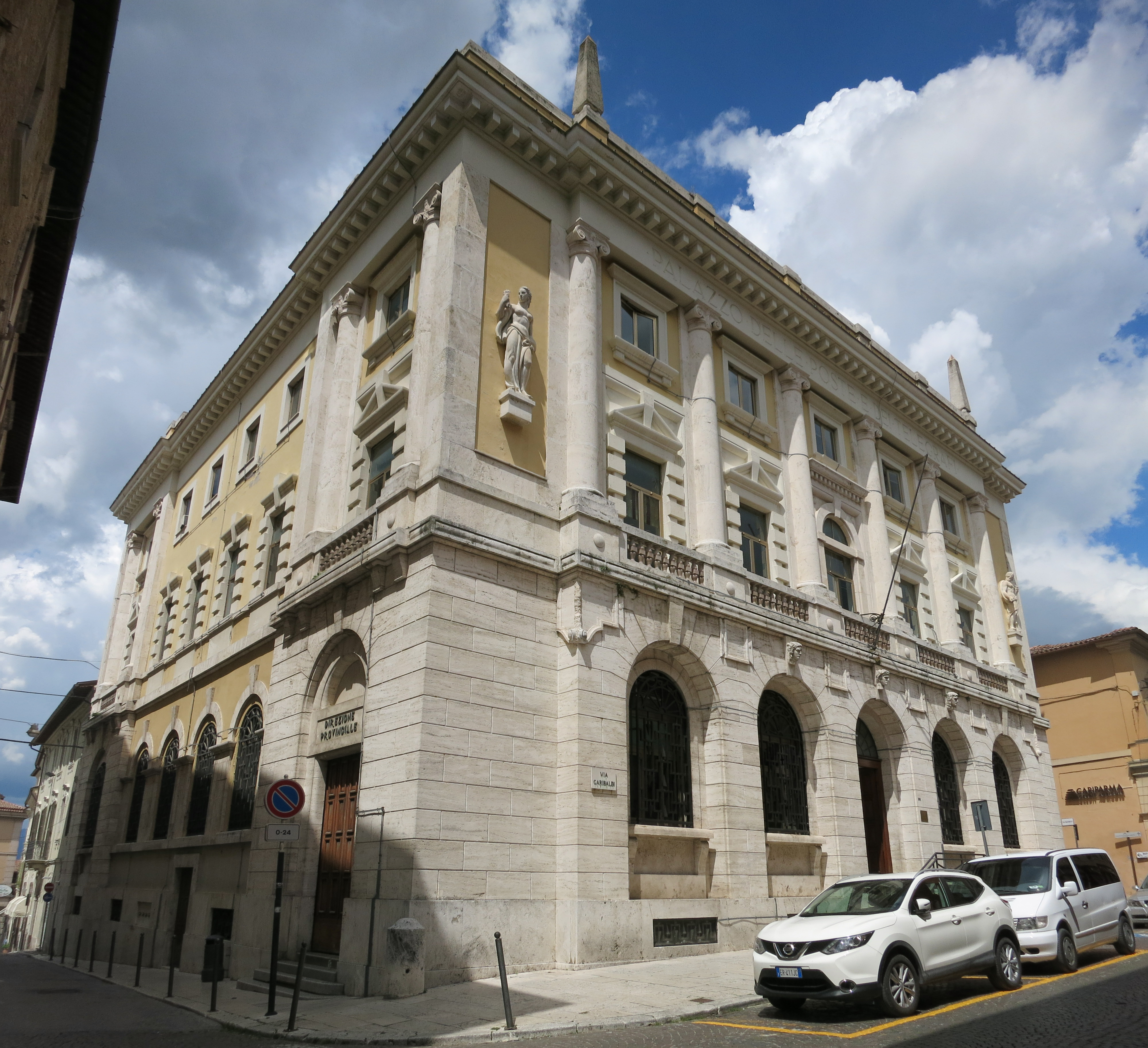
Palacio de Correos en Rieti
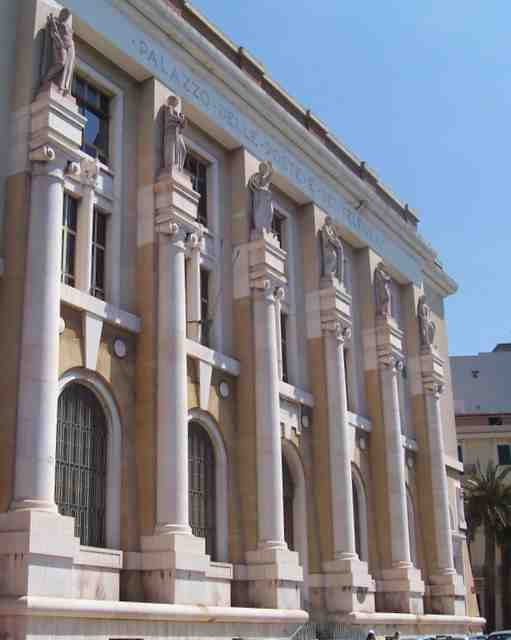
Palacio de Correos en Taranto

Edificios religiosos y monumentos
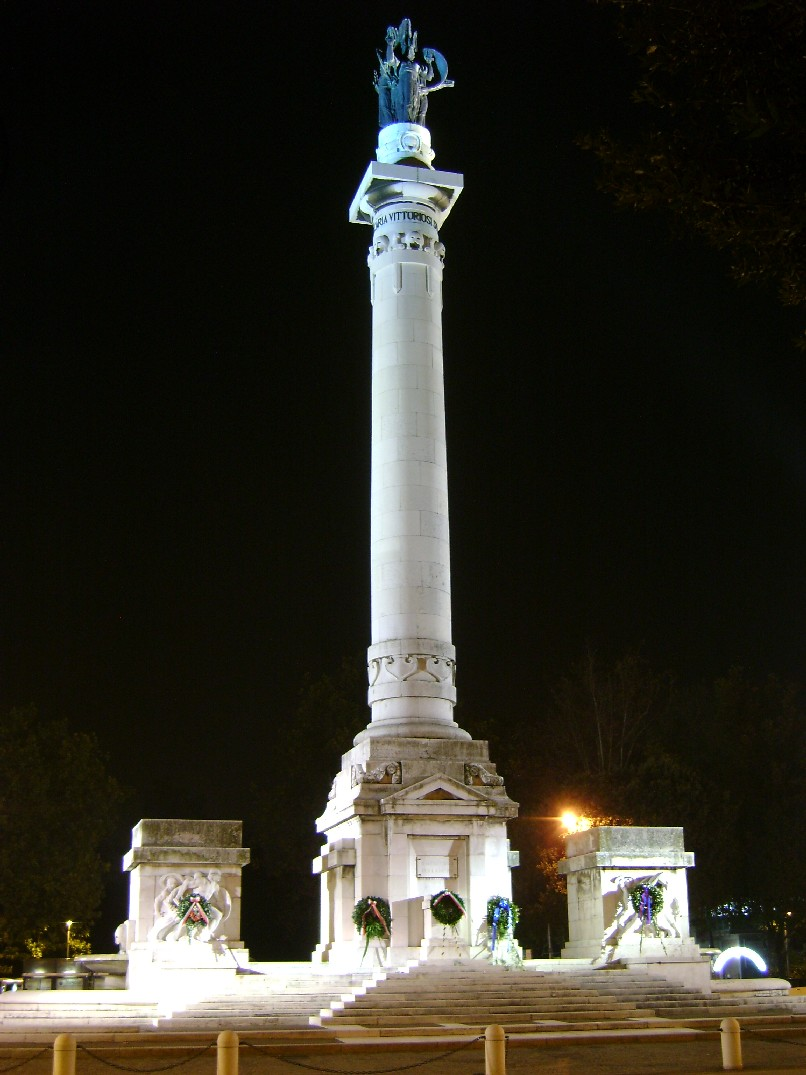
Monumento a la victoria en la Primera Guerra Mundial, en Forlì
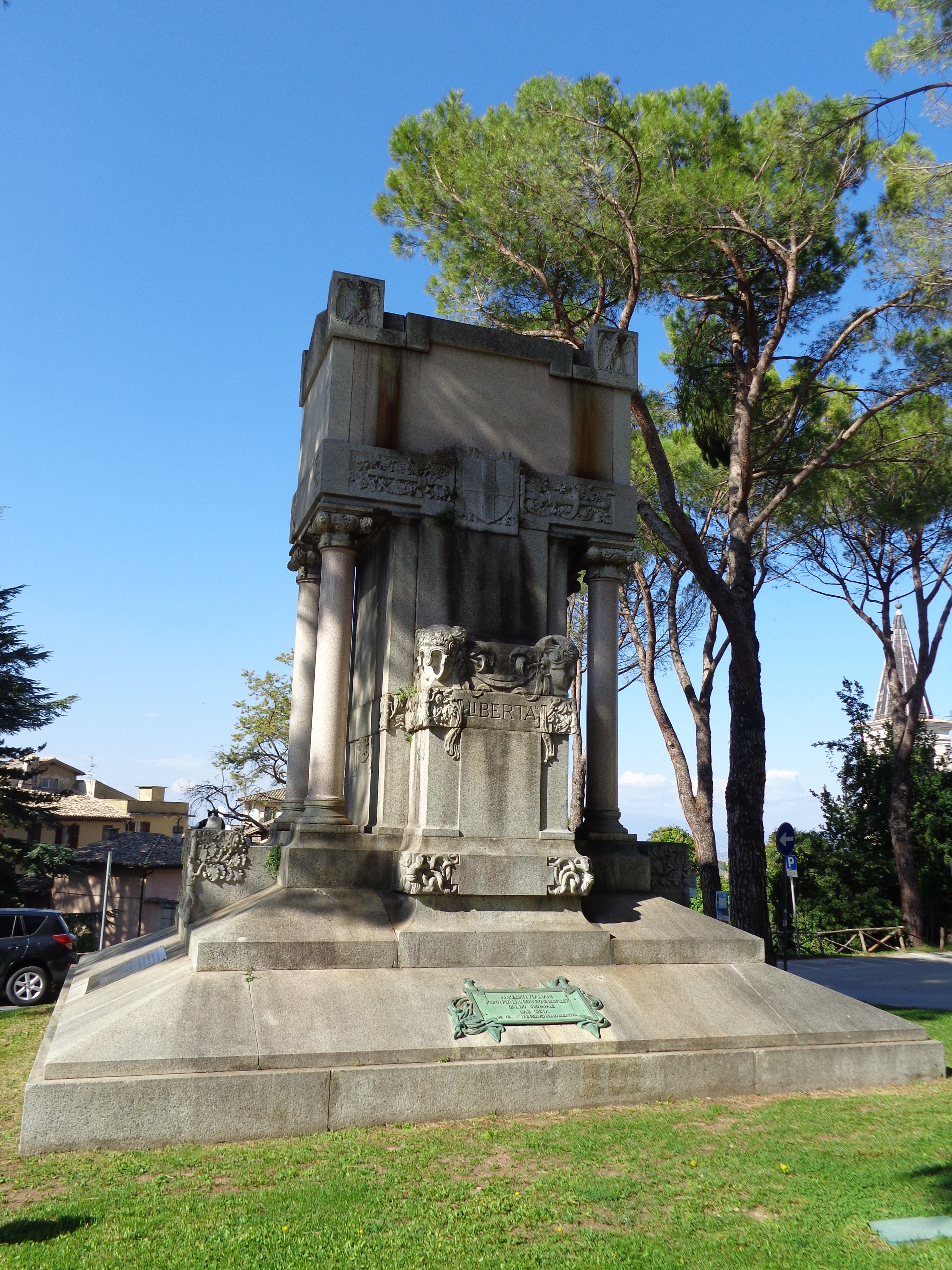
Monumento a los Caídos del 1860, en Spoleto
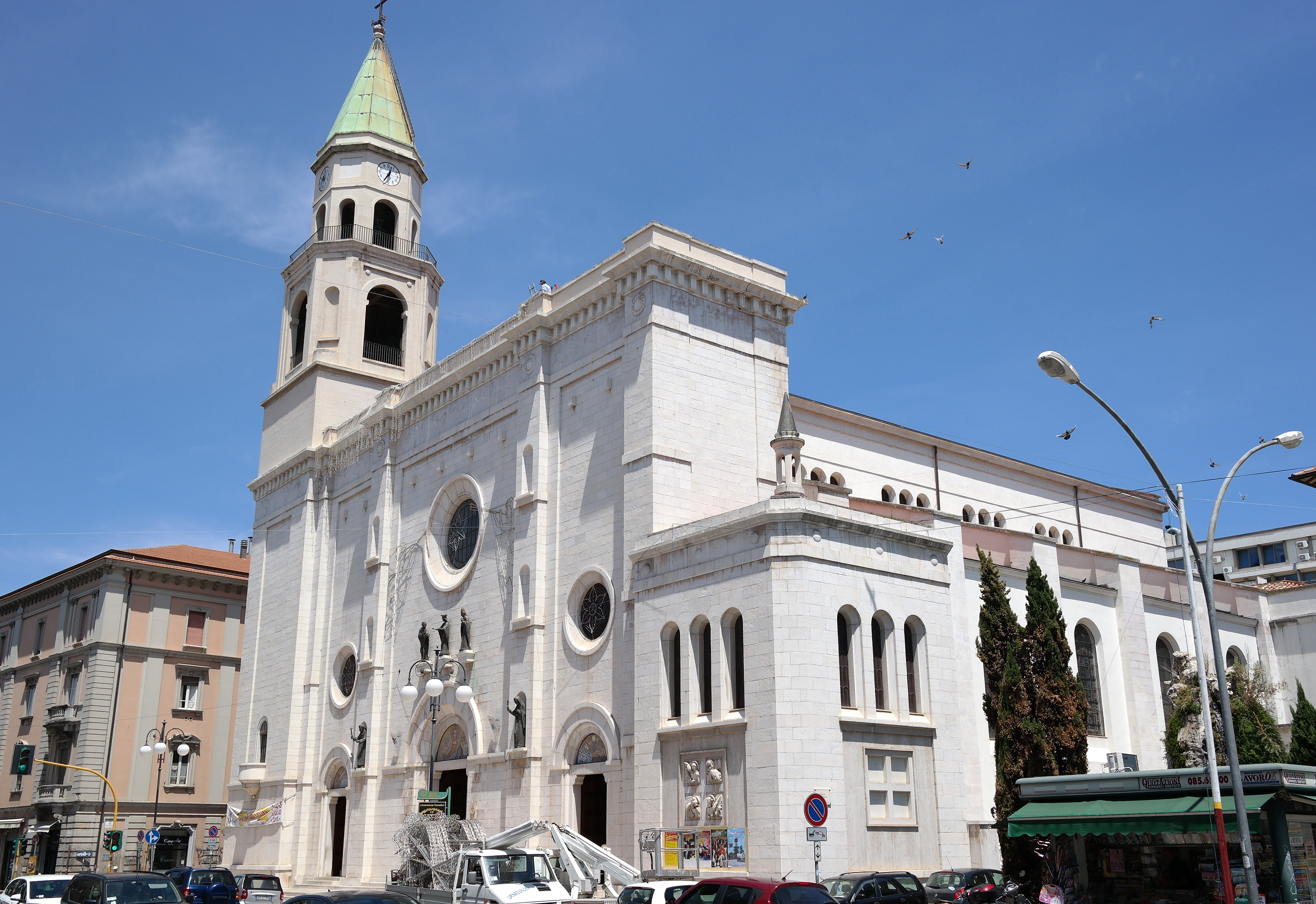
Catedral de San Cetteo de Pescara
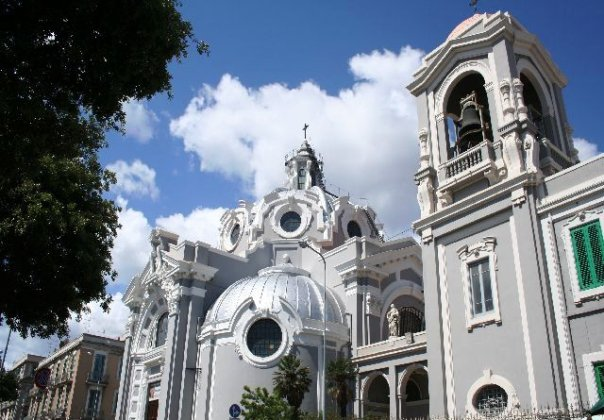
Iglesia del Carmen de Messina

Biblioteca Nacional de Florencia
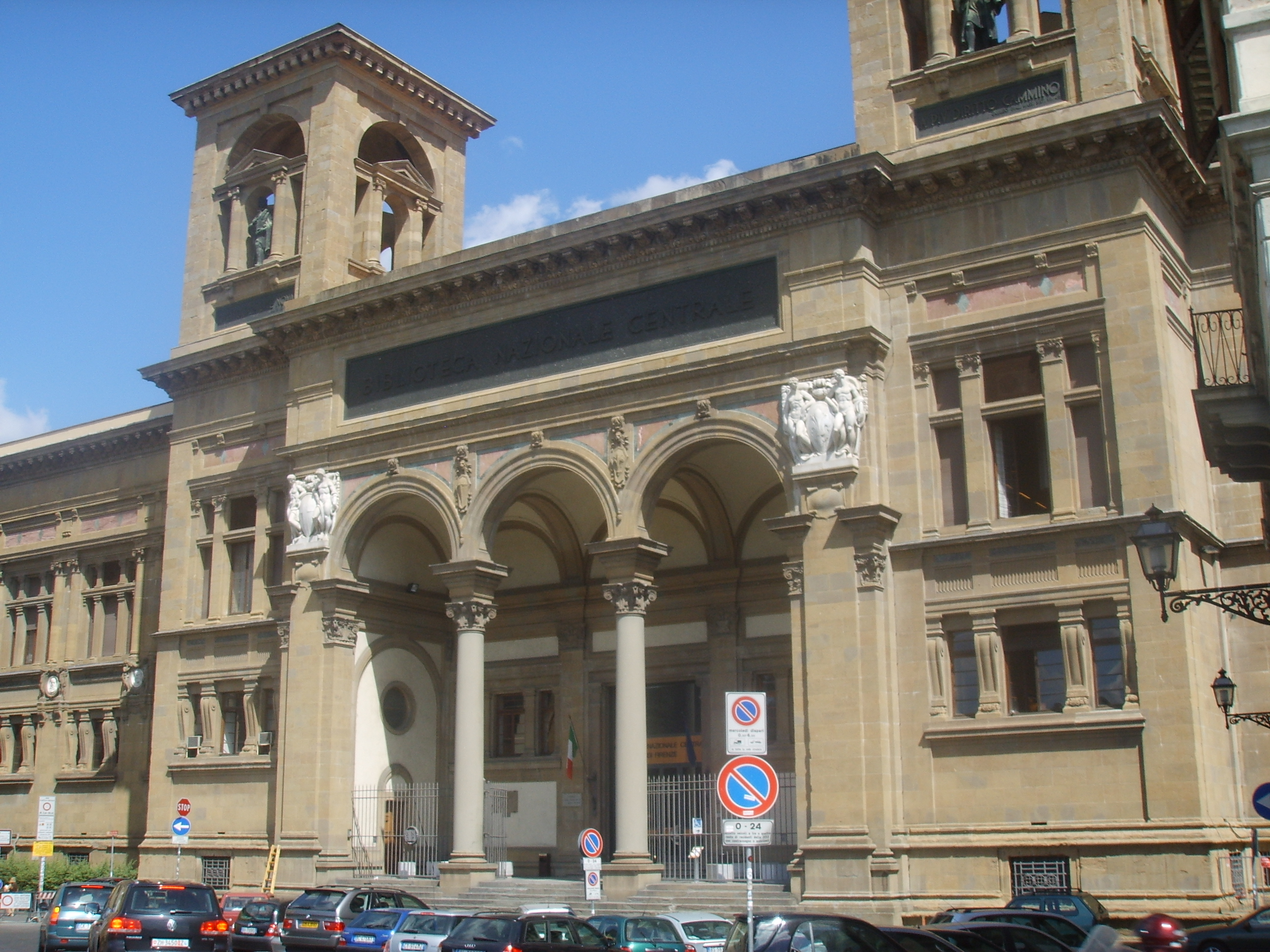
Fachada de la Biblioteca Nacional de Florencia
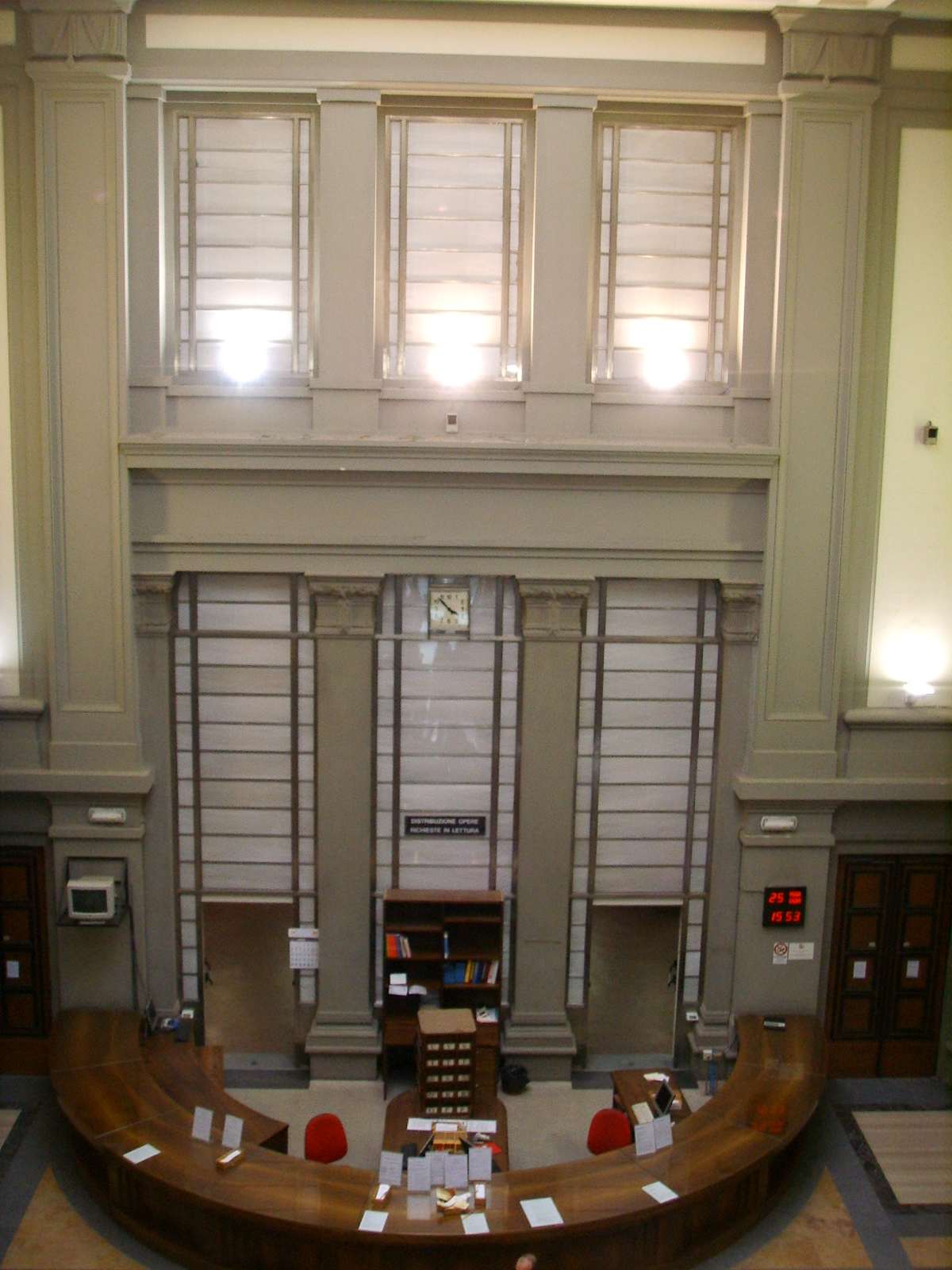
Sala de préstamo de la Biblioteca Nacional de Florencia
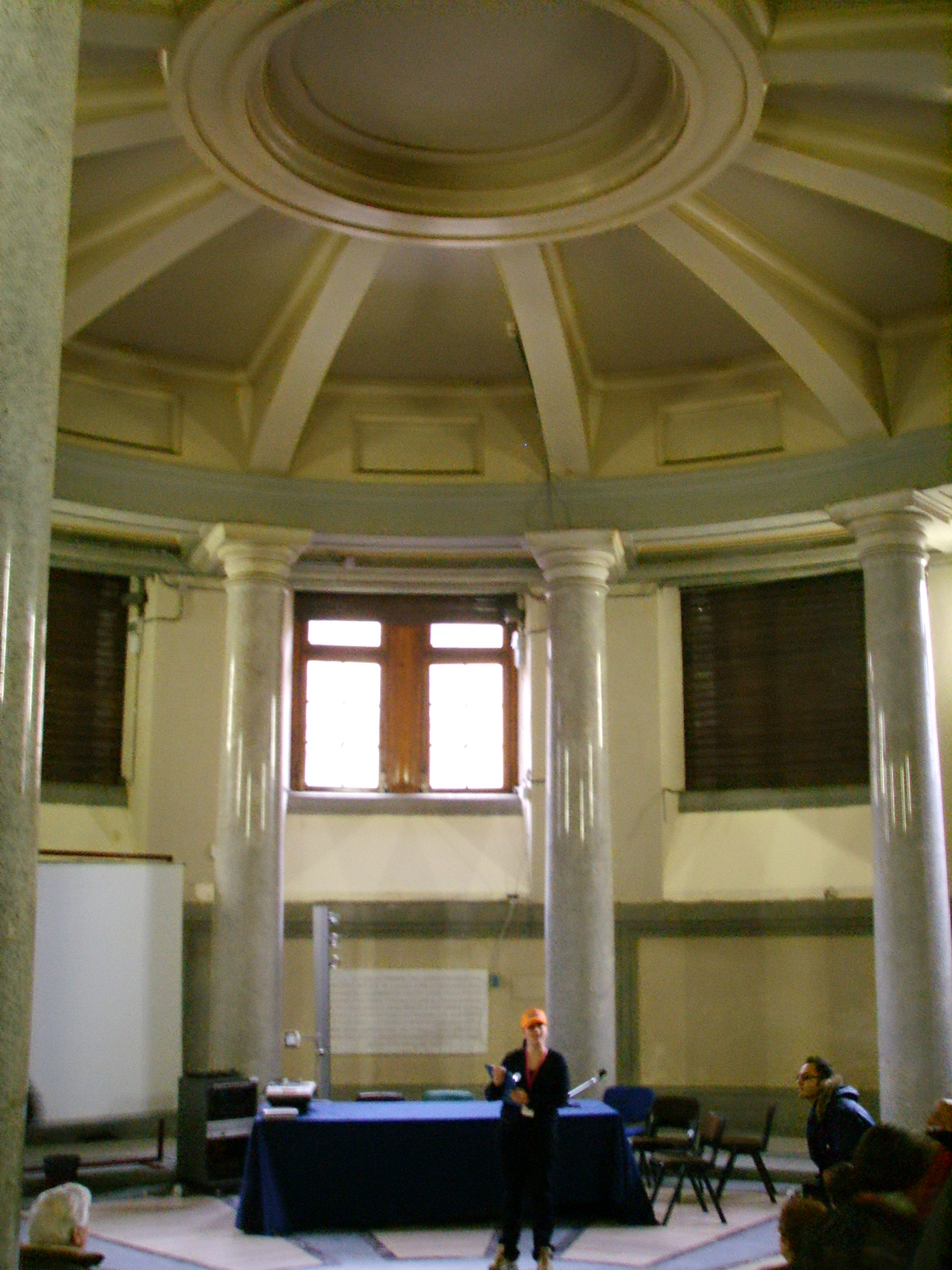
Rotonda de la Biblioteca Nacional de Florencia

Teatro Verdi de San Severo
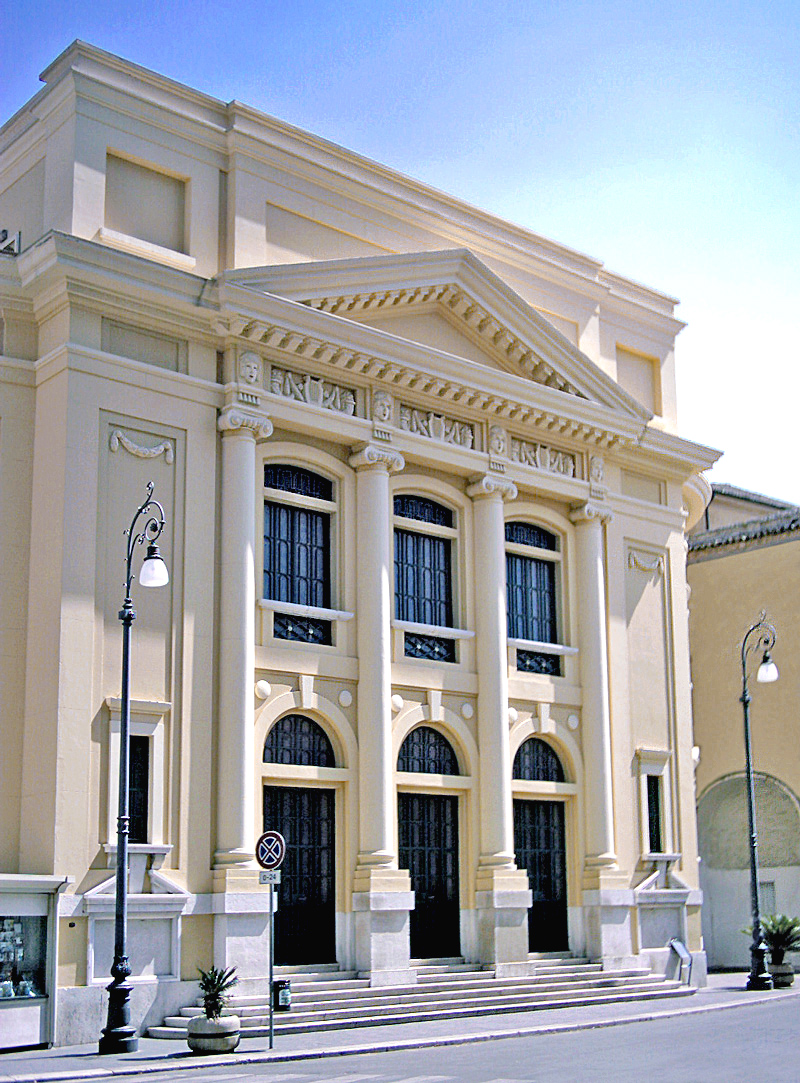
Teatro de San Severo
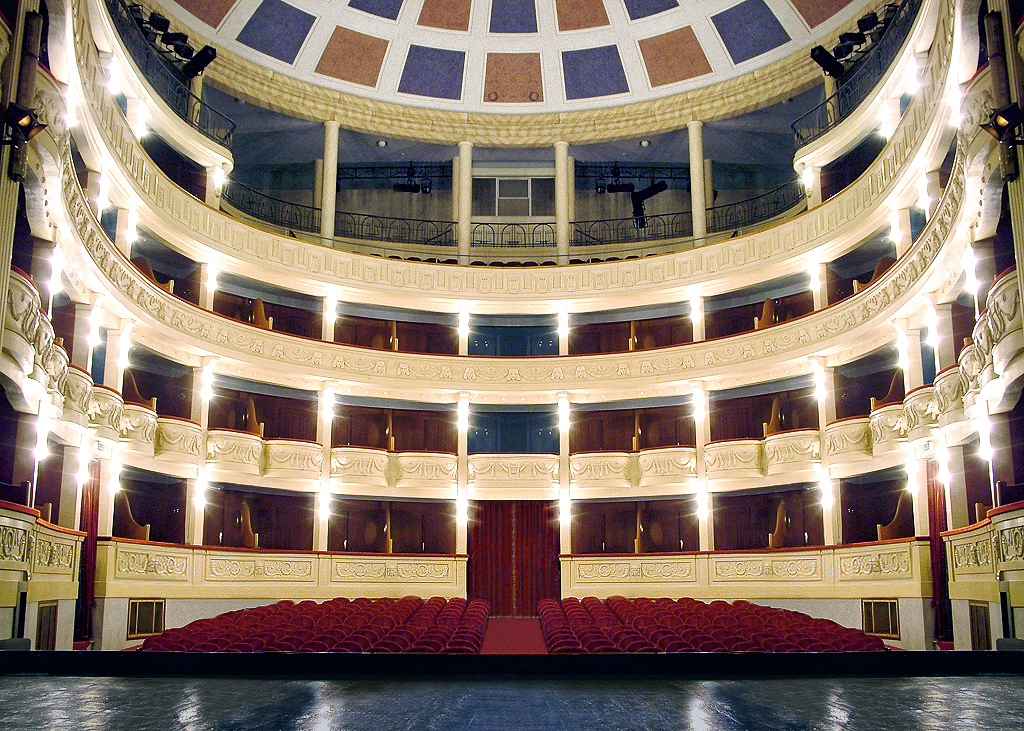
Sala del Teatro de San Severo
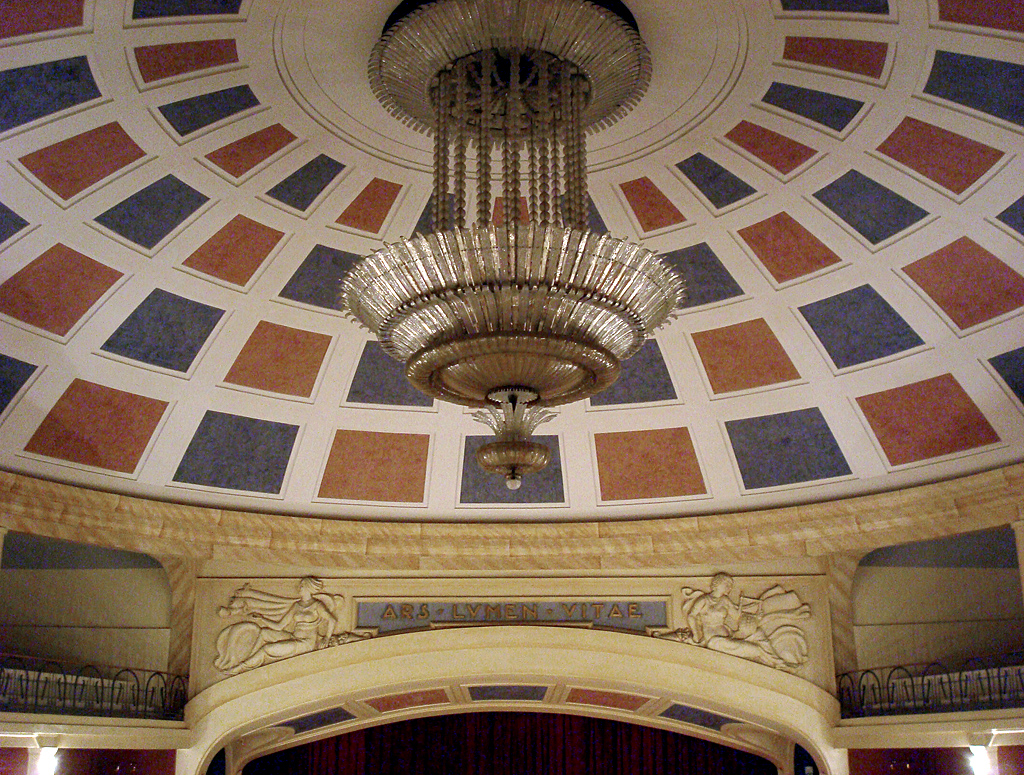
Cúpula del Teatro de San Severo
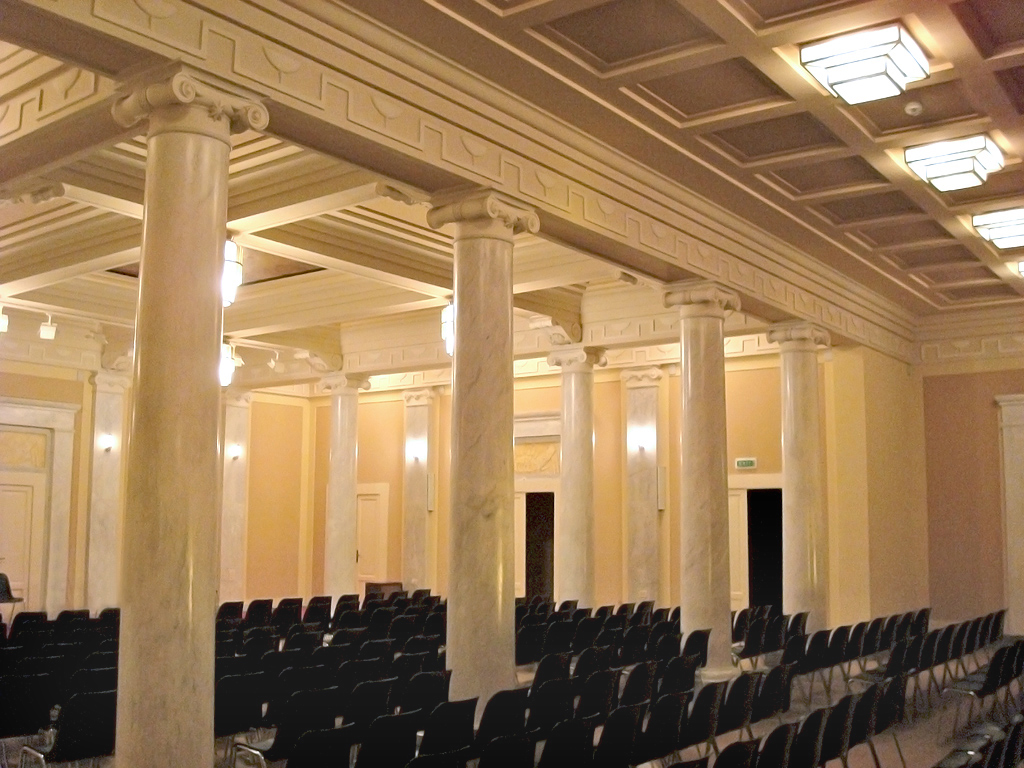
Vista de los palcos del Teatro de San Severo

## Archivo
El fondo  Cesare Bazzani conservado en el Archivo Estatal de Terni incluye los diseños de proyectos; el archivo ha sido reordenado, digitalizado y acompañado por una base de datos disponible en la web.